# Famille Titon
 (juillet 2024).
La famille Titon est une famille de la noblesse française, originaire d'Écosse.

## Personnalités
- Maximilien Titon (1632-1711), financier et magistrat, directeur général des manufactures et magasins royaux d'armes sous Louis XIV.
- Marguerite Titon, née Bécaille, fondatrice de la maison et couvent des Dames Hospitalières de l'Ordre de Saint-Augustin à Saint-Mandé près de Vincennes.
- Évrard Titon du Tillet (1677-1762), homme de lettres et chroniqueur.
- Jean-Baptiste-Maximilien Titon (1696-1768), doyen de la Grand'chambre.
- Jean-Baptiste Maximilien Pierre Titon de Villotran (1727-1794), rapporteur, avec le conseiller Dupuis de Marcé, dans l'affaire du collier, mort guillotiné.
- Jacques Rodolphe Titon, baron du Tillet, officier des armées du roi, consul de Suède à Padoue.
- Jean-Louis Laneuville (1756-1826), artiste peintre et portraitiste, fils naturel de Jean-Baptiste-Maximilien Titon de Villotran.

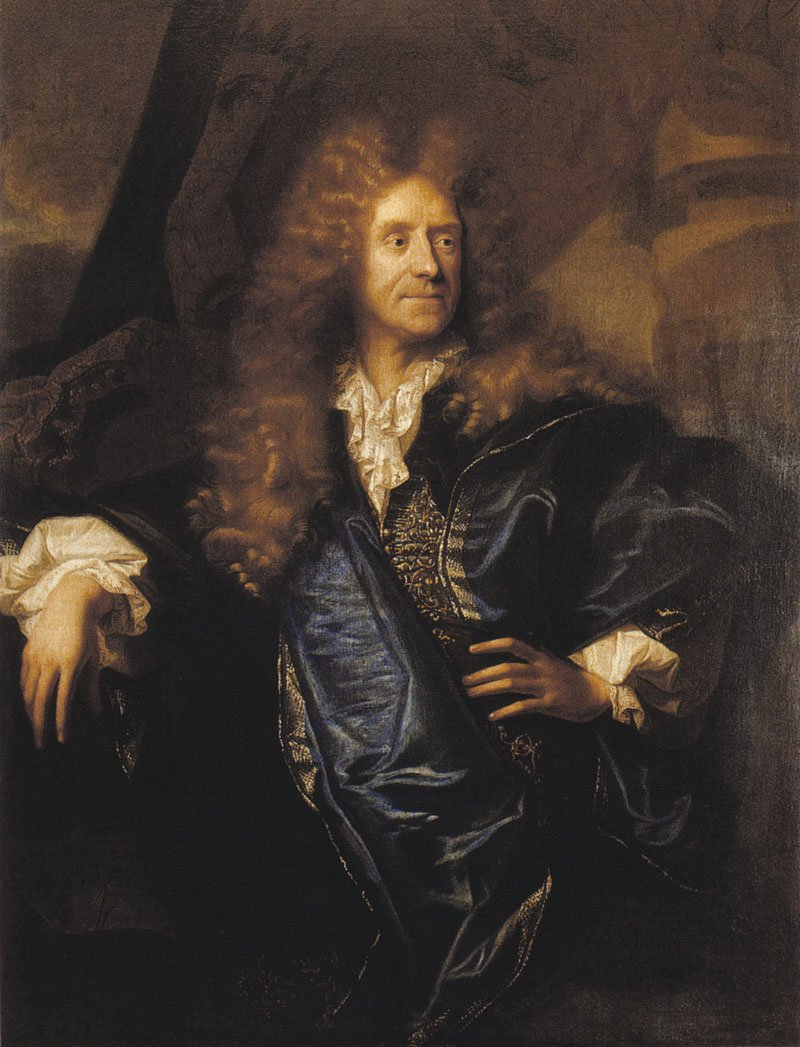
Maximilien Titon (1632-1711), par Hyacinthe Rigaud.
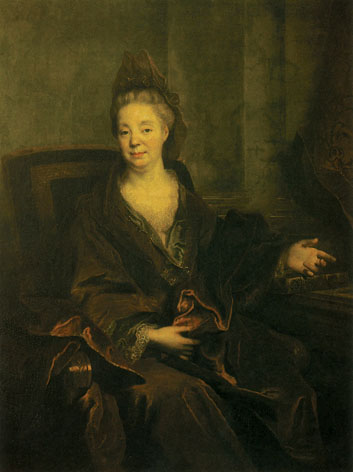
Marguerite Bécaille, femme de Maximilien, par Nicolas de Largillierre.
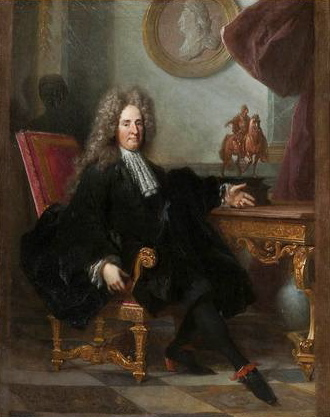
Évrard Titon du Tillet (1677-1762), auteur du "Parnasse Français". Fils de Maximilien.
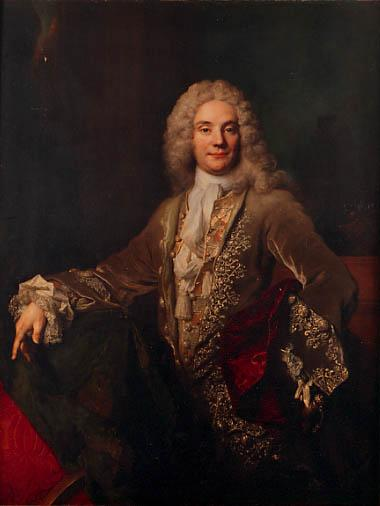
Pierre-Joseph Titon (1686-1758), seigneur de Cogny, vicomte de La Forêt-Tornier, officier des mousquetaires gris, par Nicolas de Largillierre. Petit-fils de Maximilien.
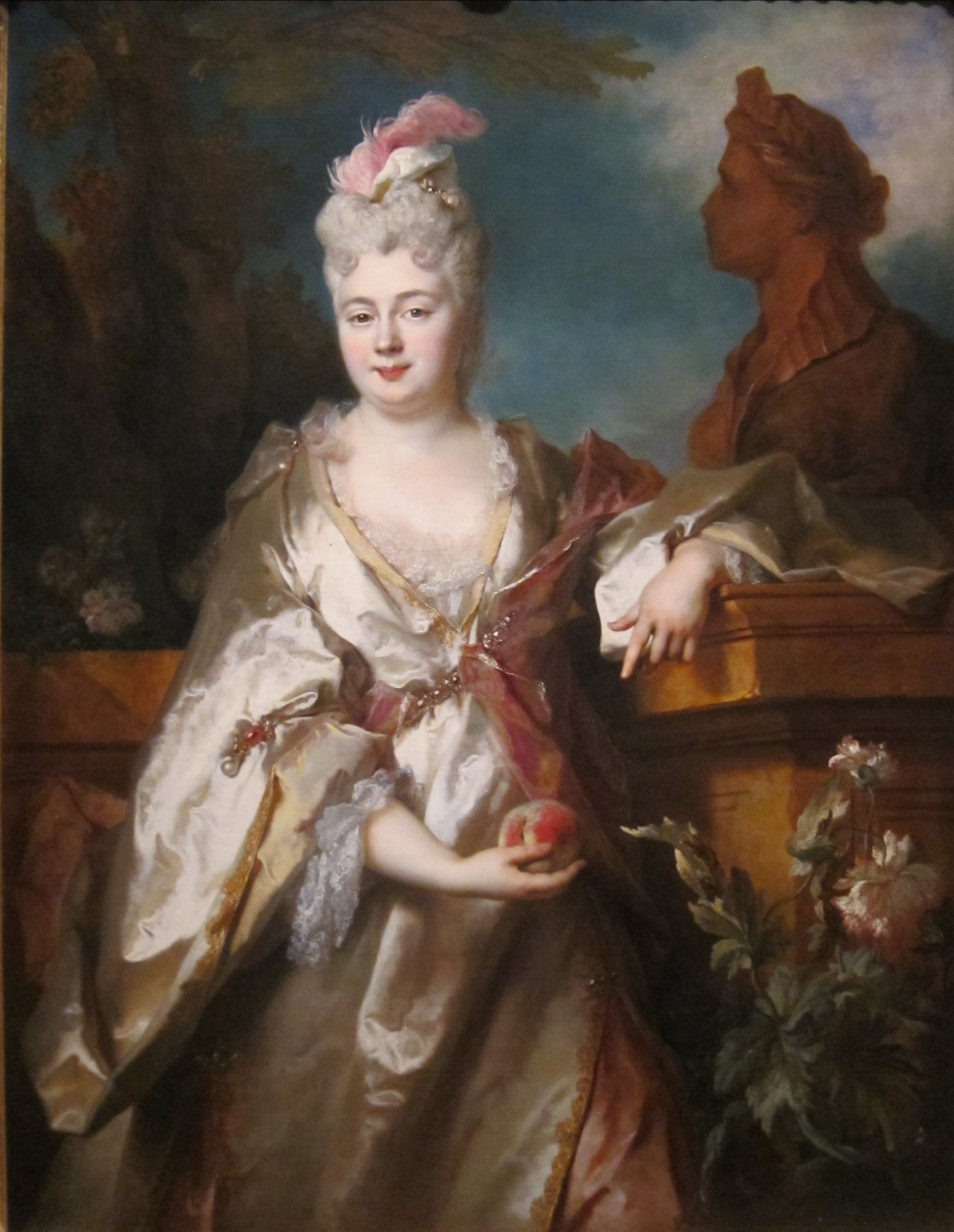
Jeanne-Cécile Le Guay de Montgermon, Mme de Cogny, épouse de Pierre-Joseph, par Nicolas de Largillierre.
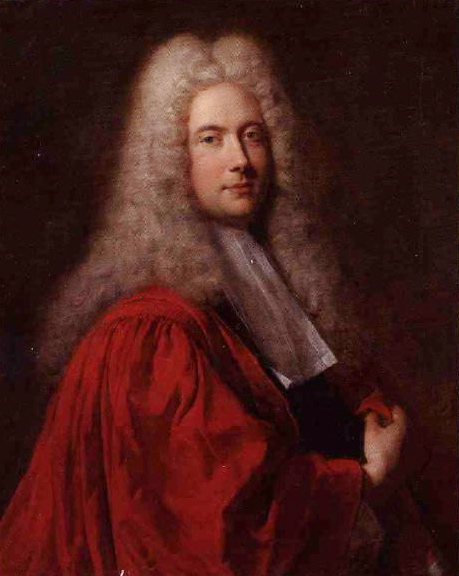
Jean-Baptiste Maximilien Titon (1697-1768), doyen de la Grand'Chambre, par François de Troy.